# Katedralen i Đakovo
Katedralen i Đakovo, eller Sankt Petrus katedral (kroatiska: katedrala svetog Petra), är en av de största kyrkorna i Kroatien och ligger i staden Đakovo i landskapet Slavonien. Katedralen byggdes mellan 1866-1882 under ledning av biskopen Josip Juraj Strossmayer.

## Arkitektur och interiör
Katedralen är uppförd i nygotisk och nyromansk stil enligt ritningar av de wienska arkitekterna Friedrich von Schmidt och Karl Rösner. Det tog tolv år att färdigställa interiören och fyra år att färdigställa fasaden som består av sju miljoner tegelstenar. Katedralen har sju altaren och är dekorerad med 43 freskomålningar, 31 skulpturer och 32 reliefer. Epitafiet över Strossmayer är gjort av Rudolf Valdec.  

### Fotnoter
1. 1 2  Đakovos turistförening Arkiverad 28 december 2008 hämtat från the Wayback Machine. (engelska)